# Воробьёв, Евгений Евгеньевич (шахматист)
Евге́ний Евге́ньевич Воробьёв (род. 13 декабря 1976, Москва) — российский шахматист, гроссмейстер (2000), шахматный писатель и тренер женской сборной России. Чемпион Москвы (1999, 2009), многократный призёр чемпионатов Москвы (2003, 2018, 2022). Участник финала Кубка России (2001, 2008, 2022), бронзовый призёр командного чемпионата России 2024 в составе команды «Русская Шахматная Школа». Многократный победитель международных опен-турниров по швейцарской системе.

## Карьера
Воробьев рано начал заниматься шахматами, ему помогали родители. Позже он поступил в шахматную секцию.
В 1997 году Воробьёв выиграл Мемориал Григория Гольдберга, в 1999 году стал бронзовым призёром опен-турнира White Nights. В 2000 году выиграл Мемориал Феликса Приписа, в 2001 году разделил 3-4 места с Евгением Мирошниченко на Кубке Губернатора Краматорска.
В 2005 году Воробьёв разделил 2-8 места на шахматном фестивале в Воронеже, год спустя разделил 2-3 места с Алексеем Хрущёвым на Мемориале Ефима Геллера. В 2007 году разделил 3-9 места на Moscow Open. В 2008 году разделил 3-5 места на Мемориале Боры Костича.
В 2011 году Воробьёв квалифицировался на Кубок мира, пройдя отбор через чемпионат Европы, но проиграл в 1-м раунде Эмилю Сутовскому.
В 2011—2012 годах Воробьёв одержал две чистых победы на турнирах в Дрездене и Сиджесе. В 2015 году разделил 1-4 места на турнире в Праге и занял 3-е место в Дрездене. В 2016 году разделил 1-4 места на фестивале в Люнебурге и 1-7 места на турнире в Теплице. В 2017 году разделил 3-8 места на турнире в Монкада-и-Решаке.
В 2018 году Воробьёв разделил 2-3 места с Йеспером Тюбо на Aarhus Chess House GM и 1-5 места на опен-турнире в Теплице. В 2019 году занял чистое 1-е место на турнире в Теплице. В 2020 году разделил 3-14 места на турнире в Швебиш-Гмюнде и 2-6 места в Граце. В 2023 году выиграл Chess Academy IM в Алма-Ате.

## Книги
Воробьёв написал несколько шахматных книг.
- Евгений Воробьёв. По следам гроссмейстера. Решебник. — 2020. — С. 192. — ISBN 978-5-85-271727-6.
- Евгений Воробьёв. Ускоренная дебютная подготовка. Дебюты за белых. — 2021. — 128 с. — ISBN 978-5-85-271747-4.
- Евгений Воробьёв. По следам чемпиона Европы или Творчество Евгения Наера. — 2023. — 288 с. — ISBN 978-5-85-271779-5.
- Евгений Воробьёв. По следам Чемпионов мира. Выпуск 1. — 2024. — 80 с. — ISBN 978-5-85-271793-1.